# الدوري الفلسطيني الممتاز الضفة الغربية 2008–09
الدوري الفلسطيني الممتاز لاندية الضفة الغربية 2008-09 هو موسم من الدوري الفلسطيني الممتاز للضفة الغربية. فاز فيه نادي ترجي واد النيص.